# Formia
Formia est une ville de la province de Latina dans le Latium en Italie.

## Géographie
Formia se trouve sur les rives du golfe de Gaète, à environ 7 km au nord de la ville de Gaète.

## Histoire

### Antiquité
Dans l'Odyssée, c'est là que viveraient les Lestrigoni, peuple de géants anthropophages qui détruisit la flotte d'Ulysse.
Du point de vue historique, ce sont des colons grecs de Laconie qui fondèrent la cité et la nommèrent Ormia. Les populations autochtones qui peuplaient la région étaient les Aurunces (Auruncii en latin). Ce ne fut qu'après la conquête du Latium par les Romains (entre les Ve et IVe siècles av J.-C.) que la ville prit le nom de Formia.
En 188 av. J.-C., le Sénat lui octroya la citoyenneté romaine. C'était alors un lieu très prisé de l'aristocratie romaine, qui y détenait de nombreuses résidences secondaires. La ville était connectée à la Via Appia.
Cicéron fut assassiné aux abords de la ville le 7 décembre 43 av. J.-C.
Vers l'an 300, saint Elme aurait été fait premier évêque de Formia.
La cité fut pillée lorsque l'Empire romain d'Occident s'effondra.

### Moyen Âge
La Guerre des goths (535-553) entraîna la fuite de la population vers les collines voisines où furent fondées Castellone (it), Maranola et Mola di Gaeta (it) (Mola), qui se dotèrent d'enceintes. Ces lieux constituent depuis 1862 l'actuelle ville de Formia.
La région subit les raids répétés des Musulmans entre 824 (ou 828) à 915, date à laquelle les Sarrasins furent défaits à la bataille du Garigliano. Entre-temps et par sécurité, l'évêché avait été transféré à Gaète.
À la fin du XIIIe siècle Charles II d'Anjou fit bâtir un château fort à Mola. Un second fut érigé au XIVe siècle à Castellone, puis un autre à Maranola.
Étant situés en bordure de la Via Appia, route achalandée, les bourgs subirent plusieurs sièges et furent marqués par de nombreuses batailles, plus ou moins oubliées par l'Histoire, pendant le Moyen Âge et après. Le bourg de Maranola fut notamment assiégé par les troupes de Ladislas Ier de Naples en avril 1400[réf. nécessaire].

### De laRenaissanceà aujourd'hui
En 1552, un raid turc détruisit en grande partie l'église Saint-Érasme (bâtie au VIe siècle) et le monastère bénédictin adjacent (bâti vers 900)[réf. nécessaire].
Fra Diavolo, dans sa lutte contre les armées française, installa son quartier général à Maranola en 1799 .
Le 4 novembre 1860, le royaume de Sardaigne et le royaume des Deux Siciles s'affrontèrent lors de la bataille de Mola, qui fit environ 300 morts et blessés. On peut considérer ces hostilités comme les prémices du siège de Gaète.

## Administration
| Période                                  | Période       | Identité          | Étiquette       | Qualité |
| ---------------------------------------- | ------------- | ----------------- | --------------- | ------- |
| 10 juin 2003                             | 28 avril 2008 | Sandro Bartolomeo | Centro-Sinistra |         |
| 28 avril 2008                            | En cours      | Michele Forte     | Pdl-Udc         |         |
| Les données manquantes sont à compléter. |               |                   |                 |         |

### Hameaux
Marànola, Trivio, Castellonorato, Penitro.
Mola est un village inclus dans la municipalité de Formia, appelé Mola e Castellone jusqu'en 1862, créé en 1820 avec la fusion des villages de Mola et Castellone. Il est actuellement considéré comme un quartier de la ville.

### Communes limitrophes
Esperia, Gaète, Itri, Minturno, Spigno Saturnia

### Évolution démographique
Habitants recensés

## Sports
À Formia se situe depuis 1955 le Centre de préparation olympique de Formia.

## Jumelage
- Fleury-les-Aubrais (France) depuis 2004
- Ferrare (Italie)
- Gracanica (Bosnie-Herzégovine)
- Haninge (Suède)
- Santeramo in Colle (Italie)